# Liebsdorf (Weida)
Liebsdorf ist ein Ortsteil der Stadt Weida im Landkreis Greiz in Thüringen. Der Eisenhammer Weida in Liebsdorf nahe der Staumauer der Aumatalsperre ist das älteste noch erhaltene Hammerwerk in Thüringen. Frühere Namen waren Libestorff (1516), Diebsdorf und Dibesztorff (1209).

## Geografie
Liebsdorf liegt am Westrand der Stadt Weida und fällt vom leicht hügeligen Gelände im Süden bei der 1908 durch den Baumeister Louis Funke erbauten Liebsburg und der als „die Burg“ bezeichneten Flur – die Gemarkungen Liebsdorf und Weida trennend – in das Aumatal hinab. Im Jahre 1842 wird „Liebsdorf b. Weida“ mit 23 Hektar Fläche, 136 Einwohnern, ein Rittergut und ein Freigut (das „Weiße Haus“) angegeben.

## Geschichte
Als bisher bekannte urkundliche Ersterwähnung für den einst selbständigen, im Jahr 1922 nach Weida eingemeindeten Ort, wird die Nennung als „Dibesztorff“ in einer Bestätigungs- und Schenkungsurkunde des Vogtes von Weida und seiner Brüder für das Reglerkloster zu Mildenfurth am 4. Oktober 1209 herangezogen.
Die Ortsgeschichte ist untrennbar mit der des gleichnamigen altschriftsässigen Rittergutes verbunden, welches in seiner Ausdehnung von ca. 200 Hektar Teile der Fluren von Liebsdorf, Köfeln und Köckritz vereinnahmte. Es befand sich von 1204 bis 1706 im Besitz derer „von Lohma“ und war 1923 Eigentum der Familie „von Schweitzer-Hagenbruch“. Bei oben erwähntem Freigut handelt es sich um den ehemaligen Vierseithof am Ende der heutigen Straße der Jugend – das sogenannte „Weiße Haus“. Das Gut wird mit einer Ausdehnung von 104 Hektar angegeben und befindet sich 1923 im Besitz des Herrn Martin Heyden.
Ebenfalls zur Gemarkung Liebsdorf zählen unter anderem zwei bekannte und traditionsreiche Mühlen im Tal des Flusses Auma – der Eisenhammer und die Aumühle. Im Eisenhammer bei Weida, der 1770 in Betrieb ging, wurde bereits 1921 nach dem Ableben des Hammermüllers die Arbeit eingestellt. Der Sohn pflegte aber dieses technische Denkmal bis 1976 und führte es Besuchern vor. Er verstarb 1976 und die LPG nutzte das Gebäude bis 1990. Die Familie Horst Teuchert begann 1990 einen Neuanfang zur Erhaltung der Mühlenkunde und nutzt den Denkmalschutz für diese Aufgabe Schritt für Schritt. Die Aumühle wurde bereits 1554 urkundlich erstmals erwähnt. Um 1895 endete in der Aumühle die Geschichte der gewerblichen Müllerei. Das Gebäude wurde dann eine Gastwirtschaft. Mit einer modernisierten Gästebetreuung unter Beachtung der Tradition des Hauses ist die Mühle immer noch ein gefragtes Haus.